# 加須市
加須市（日语：／ Kazo shi */?）是日本埼玉縣東北部的城市，為日本難讀地名之一，鯉魚旗生產數量日本第一。2010年3月由舊加須市、北埼玉郡騎西町、大利根町和北川邊町合併成立，是埼玉縣唯一同時鄰接北關東3縣（群馬縣、栃木縣、茨城縣）的市町村。

## 地理
利根川流經加須、大利根地域與北川邊地域之間，渡良瀨川與渡良瀨遊水地位於本市東北界。市域大部分屬平坦低地，部分為沖積台地。主要交通幹道有東西向的東武鐵道伊勢崎線與國道125號、加須羽生繞道。南北向的東北自動車道在市內設有加須交流道。此外，西南部騎西地域有國道122號與騎西菖蒲繞道，東北部北川邊地域有國道354號通往茨城縣古河市與群馬縣邑樂郡板倉町。東武日光線通過境內東北部，鄰近渡良瀨遊水地。

### 河川
| - 利根川 - 渡良瀨川 - 會之川 - 青毛堀川 - 北青毛堀川 - 南青毛堀川 - 江川落 - 六鄉堀（天王新堀） - 小川落 - 槐堀 - 新槐堀 - 中谷落 - 中川（天神堀、島川） | - 手子堀 - 松原落 - 午之堀 - 岡古井落 - 五村落 - 八村落（備前堀八村落） - 谷田川 - 合之川 - 中堀排水路 - 舊川 - 子之新排水路 - 駒場排水路 |

### 用水路
| - 葛西用水路 - 騎西領用水（新川用水） - 南方用水路 - 金兵衛堀 - 諏訪用水 - 礼羽用水 - 一畝步用水 - 切所用水 - 嵯峨用水 | - 肱曲用水 - 大越用水 - 豐野用水 - 花崎用水 - 小川台用水 - 飯積用水路 - 高台用水路（高台排水路） - 埼玉用水路 - 島中幹線用水路 |

### 湖沼
| - 善定寺池 - 才谷池 - 御花池 - 香林寺池 - 渡良瀨遊水地（谷中湖） - 仕出沼 - 柳生沼 - 八幡沼 | - 大室沼 - 油井島沼 - 北辻沼 - 北沼 - 大沼 - 寺沼 - 熊坂溝 - 加須吉沼 |

## 由來
古時讀作「加增（かそ）」，因開發新田石高增加（加増）而得名，元祿時代改為「加須」。其他說法有源自利根川本流的「河洲（かす）」、或是取自光明寺開基的「加須內藏丞長高」等。

## 人口
| 加須市人口分布圖 |                                               |  |
| 加須市與日本全國年齡別人口分布比較圖 （2005年資料） | 加須市的年齡、男女別人口分布圖 （2005年資料） |  |
| ■紫色是加須市 ■綠色是全国 | ■藍色是男性 ■紅色是女性                       |  |
| 加須市人口變化 \| 1970年 \| 76,501人 \| \| \| 1975年 \| 80,828人 \| \| \| 1980年 \| 86,506人 \| \| \| 1985年 \| 92,228人 \| \| \| 1990年 \| 100,697人 \| \| \| 1995年 \| 115,198人 \| \| \| 2000年 \| 117,777人 \| \| \| 2005年 \| 115,497人 \| \| \| 2010年 \| 115,010人 \| \| \| 2015年 \| 112,302人 \| \| \| 2020年 \| 111,623人 \| \| |                                               |  |
| 資料來源：日本總務省統計中心提供之人口普查數據 |                                               |  |
| 1970年 | 76,501人                                      |  |
| 1975年 | 80,828人                                      |  |
| 1980年 | 86,506人                                      |  |
| 1985年 | 92,228人                                      |  |
| 1990年 | 100,697人                                     |  |
| 1995年 | 115,198人                                     |  |
| 2000年 | 117,777人                                     |  |
| 2005年 | 115,497人                                     |  |
| 2010年 | 115,010人                                     |  |
| 2015年 | 112,302人                                     |  |
| 2020年 | 111,623人                                     |  |

## 歴史

第一代的加須市章
1955年7月5日制定

第二代加須市章
2010年11月21日制定

- 此地曾挖掘出古墳時代遺跡。推測當時運用利根川水利發展農業。
- 古時寫作「加增」，元祿時代改為現名。
- 令制國時代屬武藏國（武州）埼玉郡（日语：埼玉郡）。
- 是關東三大不動之一的「不動岡不動尊」所在地，也是水運發達的宿場町，飲食與織物產業發達。
- 1871年（明治4年） - 埼玉縣成立。
- 1889年（明治22年）4月1日 - 町村制施行，北埼玉郡加須町、久下村（日语：久下村）合併成立加須町（日语：加須町）。
- 1902年（明治35年）9月6日 - 東武鐵道伊勢崎線加須站開業。
- 1927年（昭和2年）4月1日 - 東武鐵道伊勢崎線花崎站。
- 1954年（昭和29年）5月3日 - 北埼玉郡加須町、不動岡町（日语：不動岡町）、三俣村（日语：三俣村 (埼玉県)）、禮羽村（日语：礼羽村）、大桑村（日语：大桑村 (埼玉県)）、水深村（日语：水深村）、樋遣川村（日语：樋遣川村）、志多見村（日语：志多見村）合併施行市制，為加須市。
- 1972年（昭和47年）
  - 大越渡船廢止，埼玉大橋（日语：埼玉大橋）開通。
  - 東北自動車道開通。
- 2010年（平成22年）
  - 3月23日 - （舊）加須市、北埼玉郡騎西町、大利根町、北川邊町合併成立新加須市。

### 市町村合併
舊加須市曾推動與北埼玉郡騎西町合併，但未能通過2004年8月22日的加須市公投。
2008年9月3日，舊加須市提出與北埼玉郡騎西町、北埼玉郡大利根町、北埼玉郡北川邊町合併。同年11月17日成立法定協議會。2010年3月23日，一市三町進行合併，成立新的加須市。

## 行政

### 市長
- 大橋良一（おおはし りょういち，2014年4月25日－，第二任）

### 市設施
| - 加須市保健中心 - 加須市環境淨化中心 - 加須圖書館 - memorial tone（メモリアルトネ）（久喜市、幸手市、南埼玉郡宮代町共同營運） - 加須未來館 - 利根憩之里在宅介護支援中心（いこいの里在宅介護支援中心） - 瑞穗之里在宅介護支援中心（みずほの里在宅介護支援中心） - 社會福祉法人加須市社會福祉協議會 - 社團法人加須市老人人材中心 - 加須市中央地域包括支援中心 - 地域包括支援中心 愛之泉、加須市東部地域包括支援中心 - 不老莊 - 加須市授產設施曙園（あけぼの園） - 加須市立學校給食中心 - 女性中心 - 加須市醫療診斷中心 - 加須市水道課 - 加須市加須清潔中心 - 加須市總合市民會館 市民廣場加須 - Pastoral加須（パストラルかぞ） - 健康接觸中心 稻穗之湯（いなほの湯） - 綠色農場加須（グリーンファーム加須） - 加須市農業公社 - 加須市騎西總合支所 - 加須市騎西老人福祉中心 - 加須市騎西保健中心 - 加須市立騎西図書館 - 北川邊鄉土資料館 - 北川邊生涯學習中心「實」（みのり） - 騎西生涯學習中心「Castle騎西」（キャッスルきさい） - 加須市國民健康保險北川邊診療所 - 加須市田谷總合中心 | - 鄉土史料展示室（騎西城） - 大利根生涯學習中心「童謠故鄉大利根ASTER HALL」（童謡のふる里おおとねアスタホール） - 大利根總合支所 - 栗橋站內市民服務櫃台 - 大利根清爽之家（大利根さわやかほーむ） - 大利根童謠故鄉室（大利根水防中心內） - 加須市立童謠故鄉大利根圖書館（ノイエ） - 大利根多目的研修中心 - 童謠故鄉大利根農業創生中心（道之驛童謠故鄉大利根） - 大利根學校給食中心 - 大利根地域包括支援中心 - 大利根接觸之家 - 大利根保健中心 - 大利根總合福祉会館 - 大利根清潔中心 - 北川邊總合支所 - 北川邊圖書館 - 大利根總合支所內 農業公社擔當 - 加須市教育中心 - 加須公民館（加須市社區中心） - 不動岡公民館 - 三俣公民館 - 禮羽公民館 - 大桑公民館 - 水深公民館 - 樋遣川公民館 - 志多見公民館 - 大越公民館 - 川口社區中心 - 花崎社區中心 - 加須市立騎西社區中心（文化會館） - 北川邊公民館 - 南篠崎社區中心 |

### 縣設施

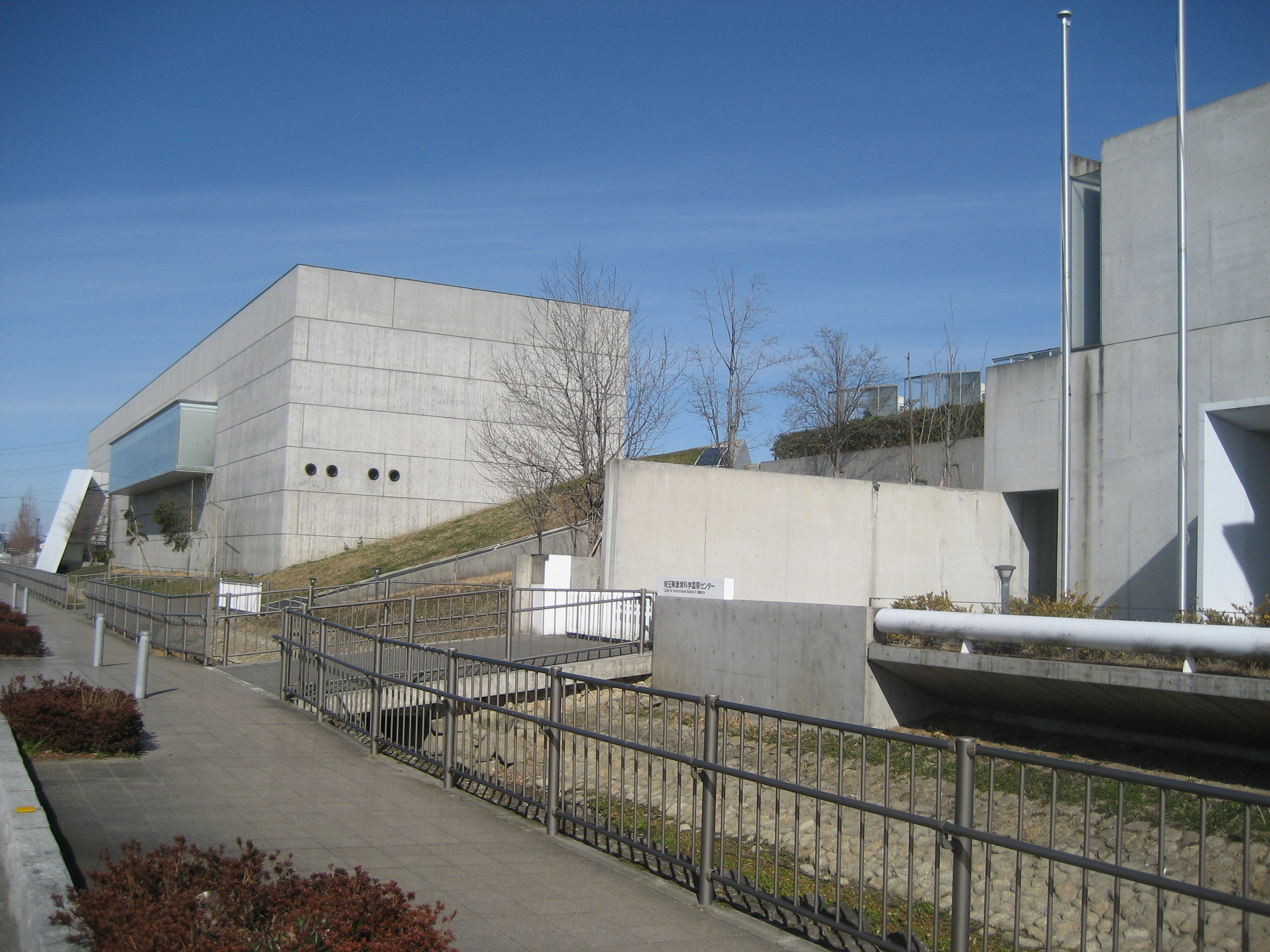
環境科學國際中心

- 加須農林振興中心
- 北埼玉福祉保健総合中心
- 埼玉縣立加須元氣廣場
- 埼玉縣水產研究所（日语：埼玉県水産研究所）
- 加須保健所
- 埼玉縣環境科學國際中心（日语：埼玉県環境科学国際センター）

### 國家設施
- 國土交通省利根川上流河川事務所大利根出張所

### 廣域行政
- 廣域利根齋場組合（memorial tone） - 本市與久喜市、幸手市、南埼玉郡宮代町3市1町共同營運齋場。
- 羽生領利根川水防事務組合（日语：羽生領利根川水防事務組合） - 與羽生市共同處理水防事務。
- 埼玉利根保健醫療圈醫療連攜推進協議會（とねっと）

## 地域

### 教育

#### 大學
- 平成國際大學

#### 高等學校
- 埼玉縣立不動岡高等學校（日语：埼玉県立不動岡高等学校）
- 花咲德榮高等學校（日语：花咲徳栄高等学校）

#### 中學校
- 加須地域
  - 昭和中學校
  - 加須西中學校（日语：加須市立加須西中学校）
  - 加須東中學校
  - 加須北中學校
  - 加須平成中學校
- 騎西地域
  - 騎西中學校
- 北川邊地域
  - 北川邊中學校
- 大利根地域
  - 大利根中學校

#### 小學校
- 加須地域
  - 加須小學校
  - 不動岡小學校
  - 三俣小學校
  - 禮羽小學校
  - 大桑小學校
  - 花崎北小學校
  - 水深小學校
  - 樋遣川小學校
  - 志多見小學校
  - 大越小學校
  - 加須南小學校
- 騎西地域
  - 騎西小學校
  - 田谷小學校
  - 種足小學校
  - 鴻莖小學校
  - 高柳小學校
- 北川邊地域
  - 北川邊西小學校
  - 北川邊東小學校
- 大利根地域
  - 大利根東小學校
  - 原道小學校
  - 元和小學校
  - 豐野小學校

### 警察、消防
- 加須警察署（日语：加須警察署）
  - 加須站前交番
  - 騎西交番
  - 花崎交番
  - 北川邊交番
  - 志多見駐在所
  - 大越駐在所
  - 元和駐在所
  - 原道駐在所
  - 東駐在所
- 埼玉東部消防組合（日语：埼玉東部消防組合）
  - 加須消防署
    - 加須消防署加須南分署
    - 加須消防署騎西分署
    - 加須消防署北川邊分署
    - 加須消防署大利根分署

### 郵政
- 加須郵便局（日语：加須郵便局） - 加須市、舊騎西町域集配業務
- 北川邊郵便局 - 舊北川邊町域集配業務
- 栗橋郵便局（日语：栗橋郵便局）（久喜市） - 舊大利根町域集配業務

- 大越郵便局
- 加須樋遣川郵便局
- 花崎站前郵便局
- 水深郵便局

- 志多見郵便局
- 不動岡郵便局
- 加須久下郵便局

- 加須東榮郵便局
- 騎西郵便局
- 元和郵便局

- 豐野郵便局
- 大利根細間郵便局
- 田谷簡易郵便局

## 經濟、產業

### 本社設於本市的企業
- Wacom - 數位繪圖板全球市占率第一。
- 株式會社釜屋 - 日本酒「力士」。
- 松勘工業（日语：松勘工業） - 武道用品製造販售

### 名產、特產品
- 手繪鯉魚旗
- 手打烏龍麵（加須烏龍麵（日语：加須うどん））
- 浮野味噌
- 五家寶（日语：五家宝）
- 毬饅頭（日语：いがまんじゅう）
- 鹹大福（日语：塩あんびん）
- 柔劍道具
- 球棒
- 川魚料理
- 無花果加工品
- 梨

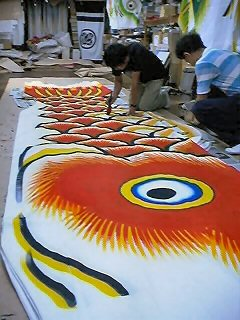
手繪鯉魚旗製作現場

- 米 - 米生產、種植面積為埼玉第一，有「北川邊越光米（日语：北川辺こしひかり）」與「彩之輝米」（彩のかがやき）2款品牌米。

### 商業
- Vivamall加須（日语：ビバモール加須）
- 加須Katakura Park（日语：片倉工業）（伊藤洋華堂加須店）
- 加須mine（加須マイン）（東武store（日语：東武ストア）加須店）
- Kasumi（日语：カスミ）花崎店、Vivamall加須店
- 鳥仙（日语：とりせん）加須濱町店
- Big-A（日语：ビッグ・エー）加須店
- CAINZ MALL大利根（CAINZ HOME（日语：カインズ）大利根店、Beisia Food Center（日语：ベイシア）大利根店、百宜希亞電器（日语：ベイシア電器）大利根店、Auto R's（日语：オートアールズ）大利根店）
- PIAGO（ピアゴ）大桑店
- 島村（日语：しまむら）加須店、Vivamall加須店
- CAWACHI藥品（日语：カワチ薬品）加須店
- DRUG STORE SEKI（日语：セキ薬品）加須店、花崎店
- 山田電機Tecc Land加須店
- 小島電器（日语：コジマ電気）NEW加須店
- Trial（日语：トライアルカンパニー）騎西店

### 工業
- 加須工業團地
- 加須流通業務團地
- 加須、大利根工業團地

### 金融機關
- 埼玉里索那銀行
  - 加須支店
  - 騎西支店
- 足利銀行
  - 加須支店
  - 北川邊出張所
- 武藏野銀行加須支店
- 埼玉縣信用金庫（日语：埼玉縣信用金庫）
  - 加須支店
  - 花崎支店
  - 騎西支店
- 北埼農業協同組合（日语：ほくさい農業協同組合）
  - 加須中央支店
  - 加須西支店
  - 加須北支店
  - 大桑支店
  - 水深支店
  - 埼玉志多見支店

### 其他
- 埼北自動車學校（日语：埼北自動車学校）
- 湖池屋（關東工場）

## 交通

### 道路
高速道路
- 東北自動車道
  - 加須交流道

一般國道
- 國道122號
  - 騎西菖蒲繞道（日语：騎西菖蒲バイパス）
- 國道125號
  - 加須羽生繞道（日语：加須羽生バイパス）
- 國道354號
  - 板倉北川邊繞道（日语：板倉北川辺バイパス）

縣道
- 主要地方道
  - 埼玉縣道9號佐野古河線（日语：栃木県道・群馬県道・埼玉県道・茨城県道9号佐野古河線）
  - 埼玉縣道38號加須鴻巢線（日语：埼玉県道38号加須鴻巣線）
  - 埼玉縣道46號加須北川邊線（日语：埼玉県道46号加須北川辺線）
  - 埼玉縣道60號羽生外野栗橋線（日语：埼玉県道60号羽生外野栗橋線）
  - 埼玉縣道84號羽生栗橋線（日语：埼玉県道84号羽生栗橋線）
- 一般縣道
  - 埼玉縣道129號加須羽生線（日语：埼玉県道129号加須羽生線）
  - 埼玉縣道149號加須菖蒲線（日语：埼玉県道149号加須菖蒲線）
  - 埼玉縣道151號久喜騎西線（日语：埼玉県道151号久喜騎西線）
  - 埼玉縣道152號加須幸手線（日语：埼玉県道152号加須幸手線）
  - 埼玉縣道305號禮羽騎西線（日语：埼玉県道305号礼羽騎西線）
  - 埼玉縣道366號三田谷禮羽線（日语：埼玉県道366号三田ヶ谷礼羽線）
  - 埼玉縣道370號北中曾根大桑線（日语：埼玉県道370号北中曽根大桑線）
  - 埼玉縣道411號加須停車場線（日语：埼玉県道411号加須停車場線）

### 鐵路
東武鐵道
- 伊勢崎線：加須站 - 花崎站
- 日光線：新古河站 - 柳生站

東日本旅客鐵道東北本線（宇都宮線）通過本市東側但未設站。東部旗井地區的最近車站是栗橋站。

### 巴士

#### 路線巴士
- 朝日巴士加須營業所（日语：朝日自動車加須営業所）

#### 市內循環巴士
- 加須地域循環巴士（日语：加須地域循環バス）
  - 東循環南路線
  - 東循環北路線
  - 北循環路線
  - 西循環路線

### 計程車
本市與熊谷市、深谷市、本庄市、行田市、羽生市同屬縣北交通圈。

## 活動、名勝、古蹟、觀光
- 2月3日：不動尊（總願寺）灑豆（豆まき）
- 黃金周 : 藤祭

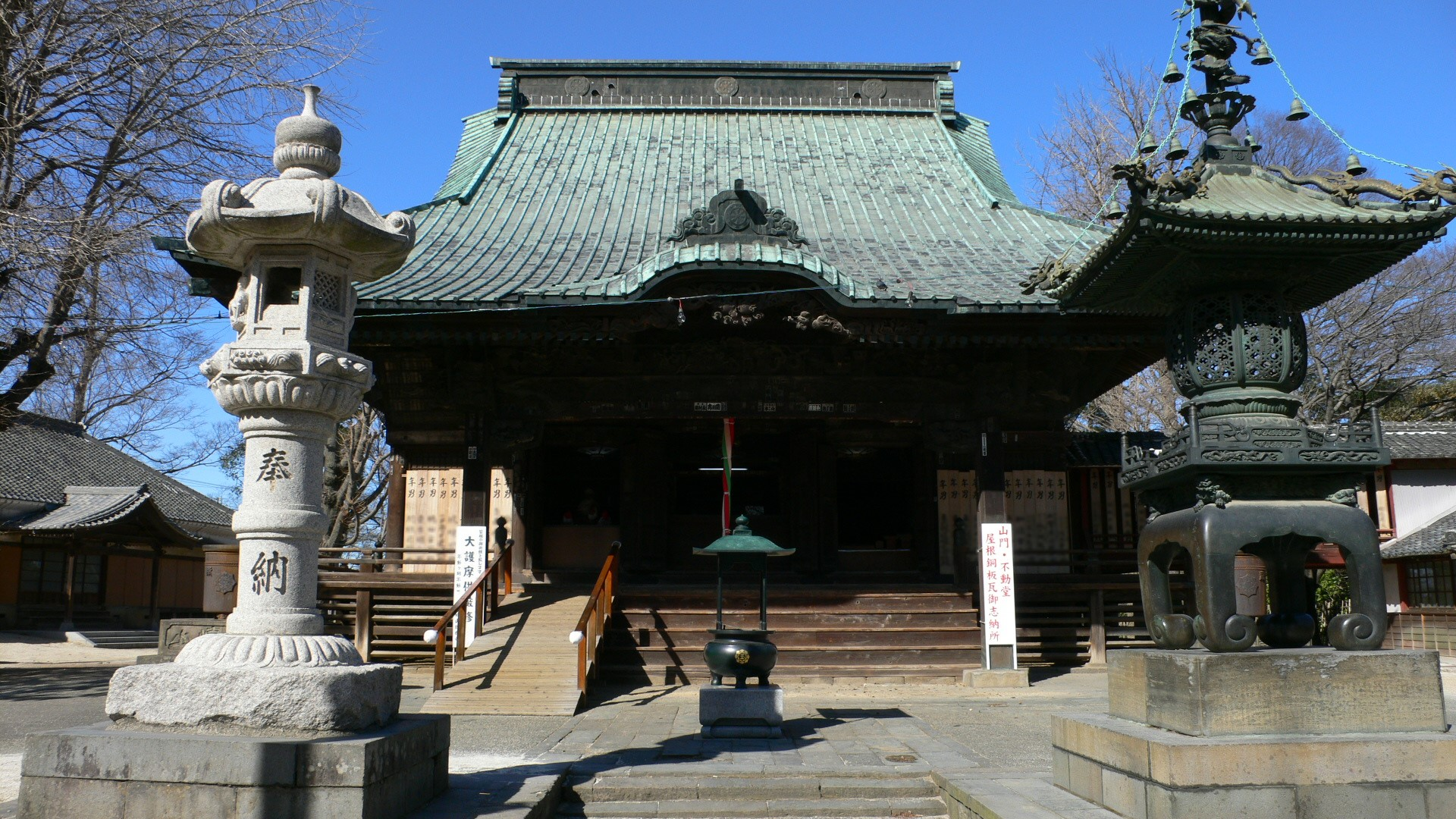
總願寺

- 5月3日：市民平和祭、巨大鯉魚旗游泳（ジャンボこいのぼり遊泳）
- 6月25日：加須市烏龍麵日
- 7月第2個周六日或第3個周六日：夏祭
- 7月第4個周六：騎西夏祭
- 8月上旬：鯉·來KAZO Festival（鯉・来いKAZOフェスティバル）
- 10月第1個周日：奇彩萬聖節
- 10月第3個周日：交通安全遊行
- 11月：曬巨大鯉魚旗
- 11月上旬 : 利根Sky Festival（利根スカイフェスティバル）
- 12月第1個周日：加須鯉魚旗馬拉松
- 水鄉百選（日语：水の郷百選）
- 手打烏龍麵
- 加須咖哩

| - 武藏野村 - 會之川親水公園 - 加須未來館 - 星象儀。 - 埼玉縣立加須元氣廣場 - 加須花咲水上公園 - 利根自行車道 - 加須市民體育館 - SATOE紀念21世紀美術館 - 志多見砂丘（河畔砂丘） - 紫陽花之路（あじさいロード） | - 騎西城跡 - 舊川故鄉公園 - 鬼蓮自生地 - 渡良瀨遊水地 - 道之驛北川邊 - 北川邊Rice Park（北川辺ライスパーク） - 大利根童謠故鄉室（おおとね童謡のふる里室） - 農業創生中心 - 道之驛童謠故鄉大利根 - Kathleen（カスリーン）公園 |

### 社寺
- 千方神社（日语：千方神社 (加須市中央)）
- 玉敷神社（日语：玉敷神社）
- 總願寺
- 龍藏寺（日语：龍蔵寺 (加須市)）

### 指定文化財
| 文化財                           | 指定 | 區分               | 指定年月日                 |
| -------------------------------- | ---- | ------------------ | -------------------------- |
| 利根川舊堰堤跡                   | 縣   | 史跡               | 1927年（昭和2年）3月31日   |
| 加須浮野（うきや）與其植物       | 縣   | 天然紀念物         | 1954年（昭和29年）10月23日 |
| 大越前田耕地獅子舞               | 市   | 無形民俗文化財     | 1959年（昭和34年）6月16日  |
| 大越三耕地獅子舞                 | 市   | 無形民俗文化財     | 1959年（昭和34年）6月16日  |
| 古宮獅子舞                       | 市   | 無形民俗文化財     | 1959年（昭和34年）6月16日  |
| 多門寺獅子舞                     | 市   | 無形民俗文化財     | 1959年（昭和34年）6月16日  |
| 今鉾獅子舞                       | 市   | 無形民俗文化財     | 1959年（昭和34年）6月16日  |
| 北小濱獅子舞                     | 市   | 無形民俗文化財     | 1959年（昭和34年）6月16日  |
| 南大桑獅子舞                     | 市   | 無形民俗文化財     | 1960年（昭和35年）9月8日   |
| 六曲屏風                         | 市   | 有形文化財、繪畫   | 1963年（昭和38年）9月17日  |
| 總願寺、黑門（忍城北谷門）       | 市   | 有形文化財、建造物 | 1960年（昭和35年）9月5日   |
| 總願寺不動堂                     | 市   | 有形文化財、建造物 | 1977年（昭和52年）6月9日   |
| 龍藏寺本堂                       | 市   | 有形文化財、建造物 | 1977年（昭和52年）6月9日   |
| 定泰寺、懸佛                     | 市   | 有形文化財、工藝   | 1959年（昭和34年）6月1日   |
| 神宮寺青石塔婆                   | 市   | 有形文化財、考古   | 1956年（昭和31年）9月24日  |
| 金道院青石塔婆                   | 市   | 有形文化財、考古   | 1956年（昭和31年）9月24日  |
| 宮西塚出土遺物                   | 市   | 有形文化財、考古   | 1980年（昭和55年）6月7日   |
| 寶生院、十三佛青石塔婆           | 市   | 有形文化財、考古   | 1980年（昭和55年）6月7日   |
| 聖德寺御朱印狀                   | 市   | 有形文化財、古文書 | 1959年（昭和34年）6月16日  |
| 松村代官文書                     | 市   | 有形文化財、古文書 | 1959年（昭和34年）6月16日  |
| 龍藏寺御朱印狀                   | 市   | 有形文化財、古文書 | 1959年（昭和34年）6月16日  |
| 禮羽詩略                         | 市   | 有形文化財、古文書 | 1963年（昭和38年）9月17日  |
| 德性寺、紺地金泥妙法蓮華經卷     | 市   | 有形文化財、古文書 | 1963年（昭和38年）9月17日  |
| 觀音寺、木造寄木造阿彌陀如來立像 | 市   | 有形文化財、雕刻   | 1955年（昭和30年）11月17日 |
| 龍藏寺、木造阿彌陀如來像         | 市   | 有形文化財、雕刻   | 1964年（昭和39年）3月27日  |
| 光明寺三尊像                     | 市   | 有形文化財、雕刻   | 1964年（昭和39年）9月8日   |
| 圓空作不動明王坐像               | 市   | 有形文化財、雕刻   | 1980年（昭和55年）3月12日  |
| 千方神社、石敢當                 | 市   | 有形文化財、歷史   | 1956年（昭和31年）9月24日  |
| 本町山車與蘭陵王面               | 市   | 有形民俗文化財     | 1972年（昭和47年）6月17日  |
| 樋遣川古墳群御室塚               | 市   | 史跡               | 1956年（昭和31年）4月16日  |
| 小山朝政之墓                     | 市   | 史跡               | 1959年（昭和34年）6月16日  |
| 香積寺、設樂家累代之墓           | 市   | 史跡               | 1963年（昭和38年）9月17日  |
| 花崎遺跡（花崎城等）             | 市   | 史跡               | 1981年（昭和56年）8月11日  |
| 鐘撞山（油井城）                 | 市   | 史跡               | 1981年（昭和56年）12月1日  |
| 龍藏寺大銀杏                     | 市   | 天然紀念物         | 1976年（昭和51年）5月10日  |
| 志多見砂丘                       | 市   | 名勝               | 1956年（昭和31年）9月24日  |

## 知名人士
- 谷山豐（數學家）
- pinkish（ピンキッシュ）（加須市地方偶像）

## 文化
武州加須囃子
夏祭、交通安全遊行、鯉魚旗馬拉松等活動中表演。
騎西音頭
舊騎西町舉行祭典時演奏。

## 備註
1. ↑  .   [2015-10-24]. （原始内容存档于2010-04-13）.

## 外部連結
- 加須市（页面存档备份，存于）